# Sławomir Szymaszek
Sławomir Szymaszek (ur. 14 kwietnia 1973 w Dębicy) – polski piłkarz, występujący na pozycji bramkarza.

## Życiorys
Występował w juniorach MKS Dębica i Igloopolu Dębica. W 1990 roku został wcielony do seniorskiej drużyny Igloopolu, jednakże w sezonie 1990/1991 nie rozegrał żadnego ligowego meczu w pierwszej drużynie, jako że podstawowym bramkarzem klubu był wówczas Aleksander Kłak. W I lidze zadebiutował w sezonie 1991/1992, a po spadku Igloopolu występował w tym klubie także w sezonie 1992/1993. W 1993 roku został piłkarzem Wisły Kraków. W 1994 roku na krótko wrócił do Igloopolu Dębica, po czym podpisał kontrakt z Górnikiem Zabrze. W zabrzańskim klubie był zawodnikiem rezerwowym i w rundzie jesiennej sezonu 1995/1996 został wypożyczony do Igloopolu. W Górniku Szymaszek wystąpił w dwóch spotkaniach, zastępując zawieszonego za czerwoną kartkę Mirosława Warzechę, w których stracił łącznie osiem goli. W sezonie 1997/1998 był piłkarzem Hetmana Zamość. W 1998 roku Szymaszek wyjechał do Niemiec, występując przeważnie w klubach Oberligi. W 1999 roku awansował z 1. SC Göttingen 05 do Regionalligi. W 2008 roku z powodu konfliktu z działaczami SCB Viktoria Köln zakończył karierę. Następnie był m.in. trenerem bramkarzy w Sportfreunde Siegen.

## Życie prywatne
Żonaty z Ewą. Ma dwie córki: Karolinę i Kingę.

## Statystyki ligowe
| Sezon         | Klub               | Liga         | Mecze | Gole |
| ------------- | ------------------ | ------------ | ----- | ---- |
| 1990/1991     | Igloopol Dębica    | I liga       | 0     | 0    |
| 1991/1992     | Igloopol Dębica    | I liga       | 26    | 0    |
| 1992/1993     | Igloopol Dębica    | II liga      | 22    | 0    |
| 1993/1994     | Wisła Kraków       | I liga       | 18    | 0    |
| 1994/1995 (j) | Igloopol Dębica    | III liga     | ?     | ?    |
| 1994/1995 (w) | Górnik Zabrze      | I liga       | 0     | 0    |
| 1995/1996 (j) | Igloopol Dębica    | IV liga      | ?     | ?    |
| 1995/1996 (w) | Górnik Zabrze      | I liga       | 2     | 0    |
| 1996/1997     | Górnik Zabrze      | I liga       | 0     | 0    |
| 1997/1998     | Hetman Zamość      | II liga      | 22    | 0    |
| 1998/1999     | 1. SC Göttingen 05 | Oberliga     | ?     | ?    |
| 1999/2000     | 1. SC Göttingen 05 | Regionalliga | 29    | 0    |
| 2000/2001     | 1. SC Göttingen 05 | Oberliga     | 30    | 0    |
| 2001/2002 (j) | 1. SC Göttingen 05 | Oberliga     | 15    | 0    |
| 2001/2002 (w) | Fortuna Köln       | Regionalliga | 13    | 0    |
| 2002/2003     | Fortuna Köln       | Oberliga     | 31    | 0    |
| 2003/2004     | Fortuna Köln       | Oberliga     | 23    | 0    |
| 2004/2005     | Bonner SC          | Oberliga     | 27    | 0    |
| 2005/2006     | KFC Uerdingen 05   | Oberliga     | 5     | 0    |
| 2006/2007     | KFC Uerdingen 05   | Oberliga     | 26    | 0    |
| 2007/2008     | SV 19 Straelen     | Oberliga     | 8     | 0    |